# La carn i el dimoni
La carn i el dimoni (títol original: The Flesh and the Fiends, títol als Estats Units Mania ; també conegut com The Fielndish Ghouls i Psycho Killers ) és una pel·lícula de terror britànica de 1960 dirigida per John Gilling i protagonitzada per Peter Cushing, June Laverick i Donald Pleasence. Està doblada al català.

## Argument
A l'Escòcia de 1828, el cirurgià d'Edimburg, el Dr. Robert Knox compra cadàvers humans per investigar a una parella assassina anomenada Burke i Hare.
La pel·lícula es basa en el cas real de Burke i Hare, que van assassinar almenys 16 persones el 1828 a Edimburg i van vendre els seus cossos per a investigacions anatòmiques.

## Repartiment
- Peter Cushing com Dr. Robert Knox
- June Laverick com Martha Knox
- Donald Pleasence com William Hare
- George Rose com William Burke
- Renée Houston com Helen Burke
- Dermot Walsh com Dr. Geoffrey Mitchell
- Billie Whitelaw com Mary Patterson
- John Cairney com Chris Jackson
- Melvyn Hayes com Daft Jamie
- Andrew Faulds com Inspector McCulloch
- George Woodbridge com Dr. Ferguson
- Garard Green com Dr. Andrews
- Esma Cannon com Aggie
- Raf De La Torre com lladre de tombes
- Steven Berkoff com estudiant mèdic (sense acreditar)

## Producció
L'escriptor i productor John Gilling, juntament amb els productors Robert S. Baker i Monty Berman de Tempean Films, van formar Triad Productions específicament per fer la pel·lícula. Va ser la primera pel·lícula de terror amb Peter Cushing que no va ser produïda per Hammer Films.
Gilling havia escrit anteriorment la pel·lícula The Greed of William Hart (1948) sobre Burke i Hare. En aquell moment, però, la Junta Britànica de Censors de Cinema va exigir que s'eliminessin totes les referències als assassins de la vida real i, per tant, Gilling es va veure obligat a canviar el nom dels assassins i d'altres personatges clau. La carn i el dimoni restaura els noms històrics correctes i comença amb el text: "[aquesta] és una història de vici i assassinat. No fem disculpes als morts. Tot és cert". No obstant això, els cineastes encara no tenien permís per utilitzar el nom de Burke i Hare al títol, i el censor en cap John Trevelyan va trucar a Baker al seu despatx per discutir les seves preocupacions sobre diverses "seqüències potencialment ofensives", tot i que finalment la pel·lícula es va aprovar sense tallar amb un " Classificació X".
Per minimitzar qualsevol similitud amb la pel·lícula anterior de Gilling (i amb el guió no produït aleshores sobre el mateix tema per Dylan Thomas, que finalment es produiria el 1985 com a The Doctor and the Devils ), els productors de la pel·lícula van portar a Leon Griffiths per reescriure el guió original de Gilling.
A la seva autobiografia, Cushing, famós per la seva interpretació de Víctor Frankenstein a La maledicció de Frankenstein de 1957, va comparar el paper del Dr. Knox amb el seu personatge més famós: "Ara em sembla que Knox i 'Frankenstein' tenien molt en comú. Les ments d'aquests homes excepcionals eren impulsades per un únic desig: investigar el desconegut, com la majoria dels grans científics, la seva obra i els seus motius van ser incompresos". 
L'ull esquerre caigut que utilitza Cushing en la seva actuació (emfatitzat en alguns pòsters de pel·lícules, encara que no en el estatunidenc) és exacte per al veritable Dr. Knox, que tenia l'ull esquerre destruït i la cara desfigurada per la verola que va contreure quan era un nen.

## Recepció
La pel·lícula ha estat descrita com una "decepció de taquilla" o una pel·lícula que va fer "negocis mitjans. "
The Monthly Film Bulletin va escriure: "L'intent de fer justícia al drama de l'ètica mèdica, centrat en el Dr. Knox i els famosos horrors de Burke i Hare i amb una subtrama tòrrida i que consumeix molt de temps sobre una prostituta, porta als continus canvis d'estat d'ànim i d'interès que debiliten l'efecte total de la pel·lícula. Les seccions més retòriques de l'escola de medicina es veuen inevitablement eclipsades per la crueltat de les moltes escenes d'assassinat, tot i que hi ha poc esforç per crear tensió en aquestes, i els platós de l'estudi no aconsegueixen capturar l'atmosfera trista que impregna molts dels barris tancats d'Edimburg fins i tot avui en dia. Els cadàvers caient en banys de salmorra, una caça de rates i un encegament proporcionen la majoria de la part macabra. Peter Cushing ofereix la seva actuació polida habitual, però el diàleg donat a George Rose i Donald Pleasence són més còmics que sinistres".
Variety va elogiar l'actuació de Cushing com un "estudi més eficaç sobre la integritat d'una ment única que uneix admirablement la pel·lícula".
The Radio Times Guide to Films va donar a la pel·lícula 3/5 estrelles, escrivint: "Aquesta narració explícitament espantosa i fosca de la història de Burke i Hare protagonitzada per Peter Cushing, excepcional com el fredament ambiciós Dr Knox... La pobresa bruta de l'Edimburg del segle XIX proporciona un vívid rerefons a aquesta sorpresa, que utilitza crues imatges en blanc i negre amb un efecte sorprenent."
A British Sound Films: The Studio Years 1928–1959, David Quinlan va valorar la pel·lícula com a "mitjana", escrivint: "Una sorpresa ocupada i espantosa el millor actiu de la qual és la seva sensació d'època".
Ian Moss, de Film and Filming , va criticar la pel·lícula, escrivint "No puc entendre que ningú vulgui veure aquesta pel·lícula voluntàriament" i argumentant que el guió no donava profunditat als personatges.
En els darrers anys, ha gaudit d'una revaloració crítica més forta com a pel·lícula de culte. En revisar el llançament en DVD de Image Entertainment l'any 2001, el crític Glenn Erickson va elogiar l'actuació com a "de primer nivell" i va afegir: "Els valors de producció de La carn i el dimoni eclipsen "House of Hammer"... La pel·lícula no té horror ni sang, però el to és perfecte.".